# Caspar Christian Gutbier
Caspar Christian Gutbier (* 1709 in Langensalza; † 27. Januar 1785 in Pforta) war ein deutscher Jurist und kurfürstlich-sächsischer Amtmann und Erb-, Lehn- und Gerichtsherr auf Plotha, Auligk und Kleinbrießlich.

## Leben
Gutbier schlug eine Verwaltungslaufbahn ein und studierte an der Universität Erfurt Rechtswissenschaften und wurde zum Doktor beider Rechte promoviert. 
Der Kommissionsrat H. J. Spindler war sein Schwiegervater. Von ihm übernahm er 1746 die Funktion des Amtmannes des kursächsischen Amtes Pforta im Thüringer Kreis.
Nach Ableben des Bruders Christian Ernst Gutbier kam es wegen Besitzergreifung des Lehngutes in Westpreußen zu gerichtlichen Auseinandersetzungen mit seinem Bruder Johann Ludwig Gutbier.
Er wurde mit kurfürstlicher Genehmigung am 31. Januar 1785 in der Kirche in Pforta beigesetzt. Er hinterließ bei seinem Tod folgende Söhne: Carl Theodor Christian Gutbier, Moritz Adolph Gutbier, Ludwig Heinrich Gutbier und Sigismund Polycarp Gutbier (* 30. Oktober 1753). Letzterer wurde wie der Vater Amtmann zu Pforta. Speziell verwaltete er das dortige Justizamt.